# Runödräkt
Runödräkt är en svensk folkdräkt från Runö i Rigabukten, Estland. 

## Historia
På grund av sitt isolerade läget är ön Runö en plats där lokal kultur med hundraåriga traditioner länge bevarades. Från år 1341 och följande 600 år utvecklades en och karaktäristisk "folkspillra" med bl.a. folkdräkter, en lokal dialekt och lokala seder. Utmärkande för runösvenskarna och deras kultur var att de var mycket konservativa vilket resulterat i att de bevarat ett medeltida levnadssätt. Runödräkten hade olika plagg för olika tillfällen och högtider men också för olika stadier i livscykeln. Befolkningen på ön gick klädda i traditionella folkdräkter, vardag som högtid. Varje gård hade ett speciellt hus (kle-er-huse) där kläderna förvarades och vårdades.
Runös dräkter tillhör en kultur som nästan helt förintades under krigsåren 1943-1944 när 282 Runöbor flydde till Sverige, och endast 6 personer stannade kvar.
Andra Estländska öar med Svensk dräkttradition är Ormsö och Nuckö.

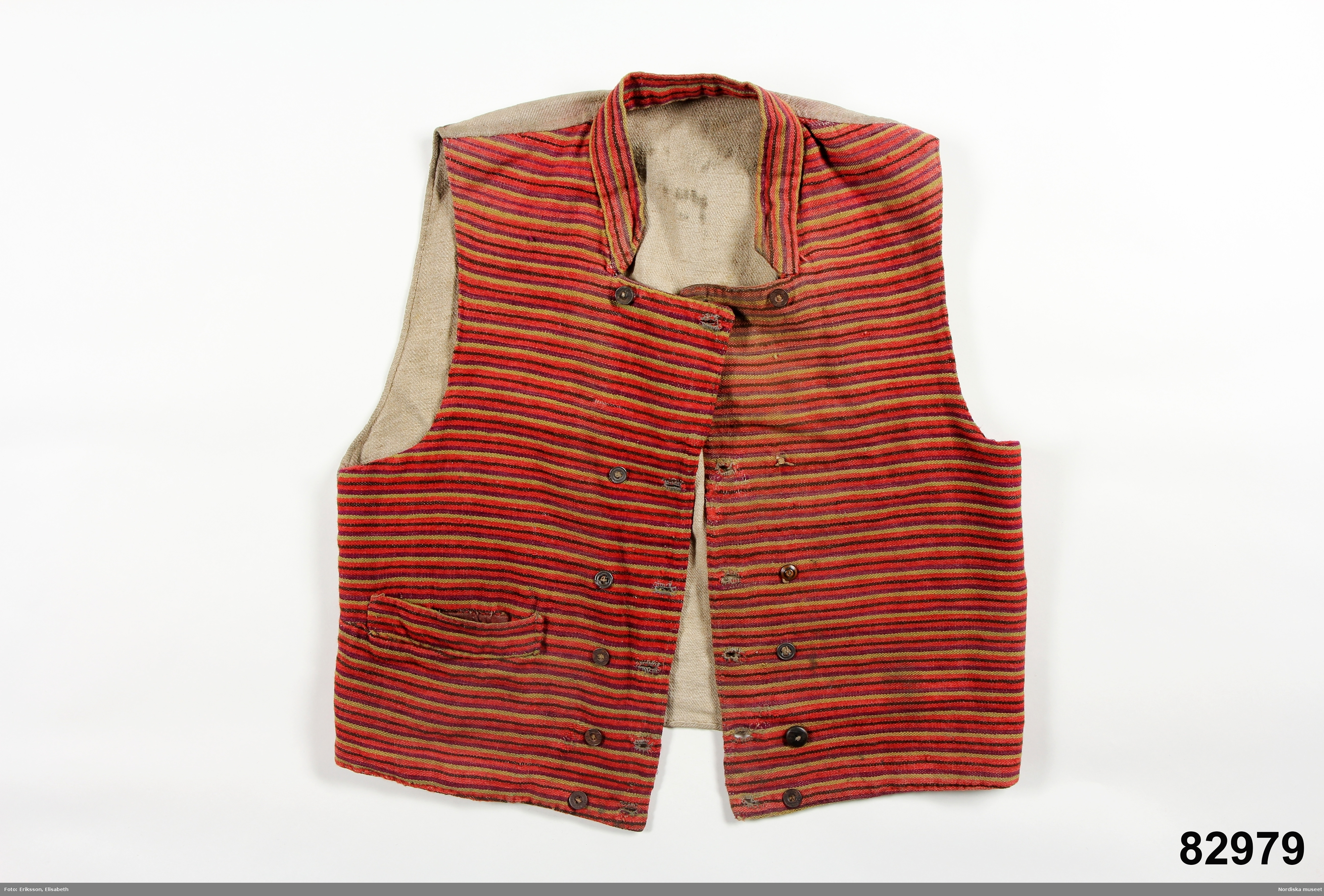
Väst från Nuckö.
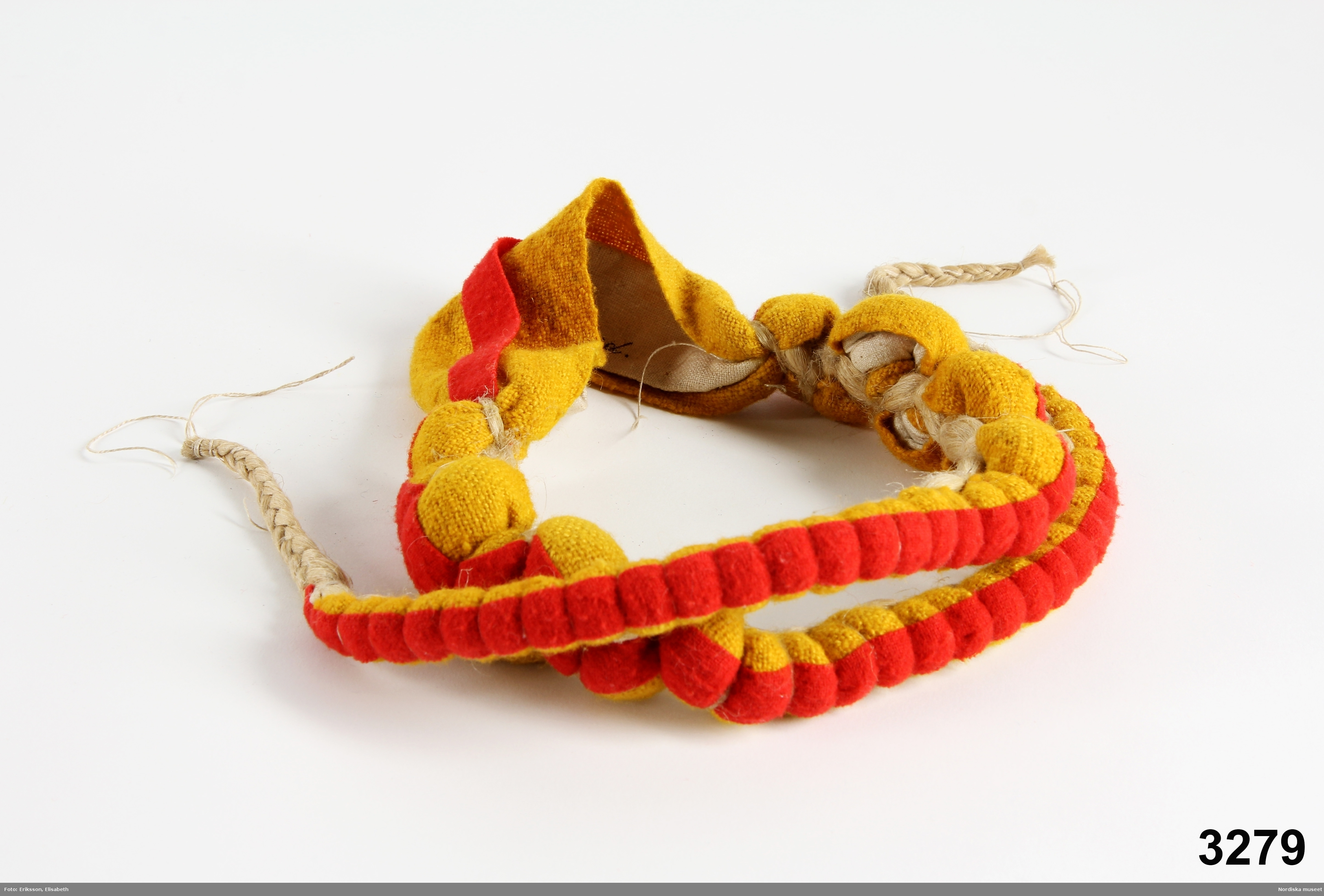
Skarwen med tuppar från Ormsö.
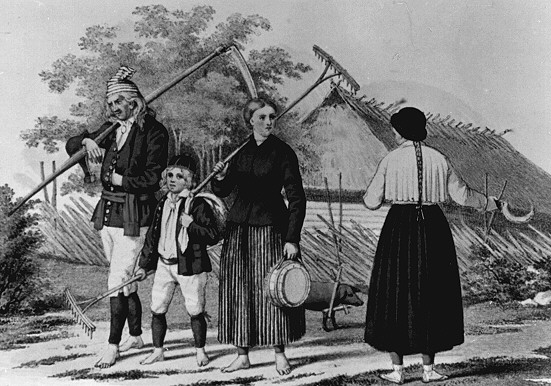
Nucköbor i 1800-talsdräkt.
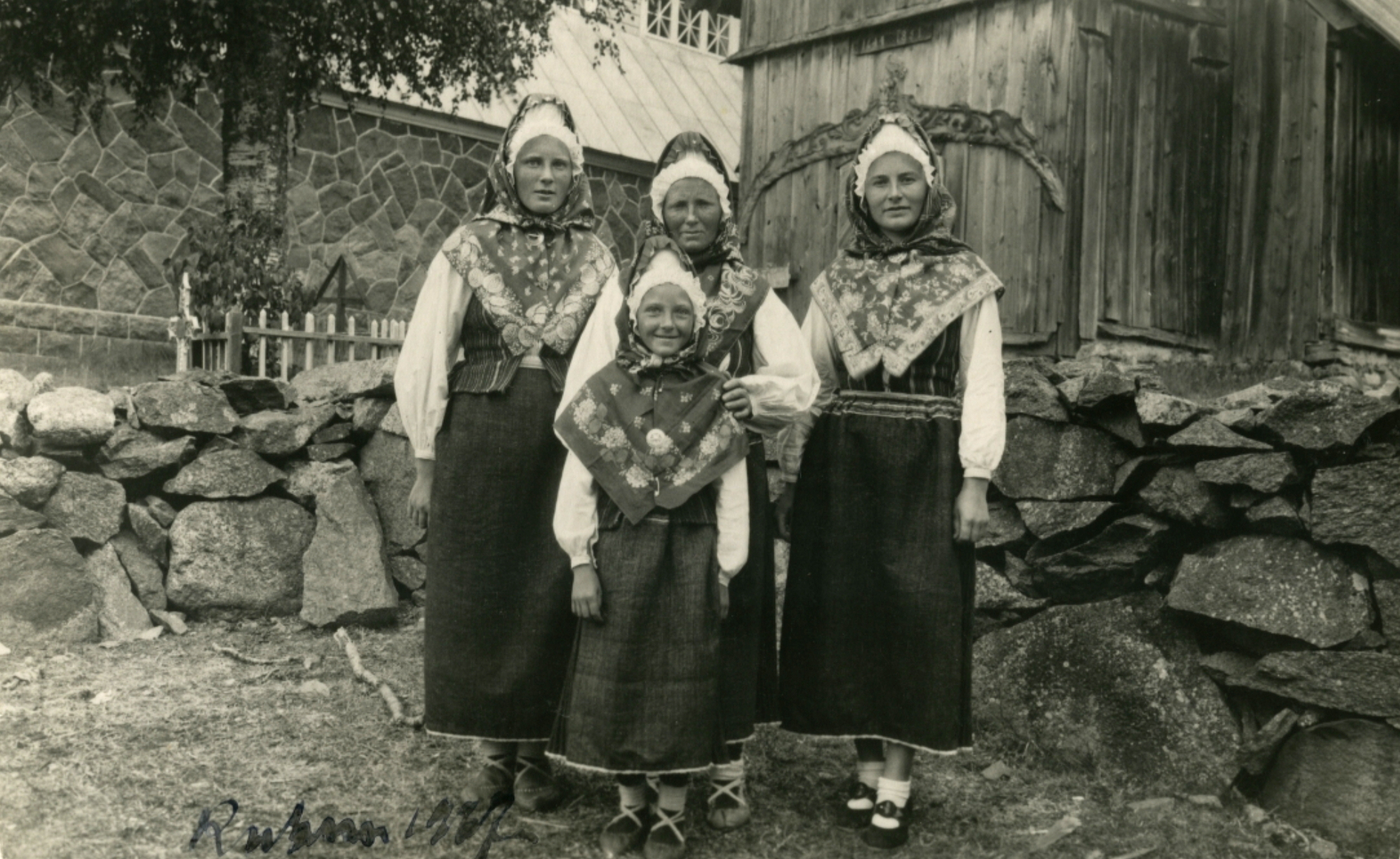
Runökvinnor i folkdräkter år 1937.

## Kvinnodräkt
Till kvinnodräkten hör:
- halvvantar[7]

## Mansdräkt

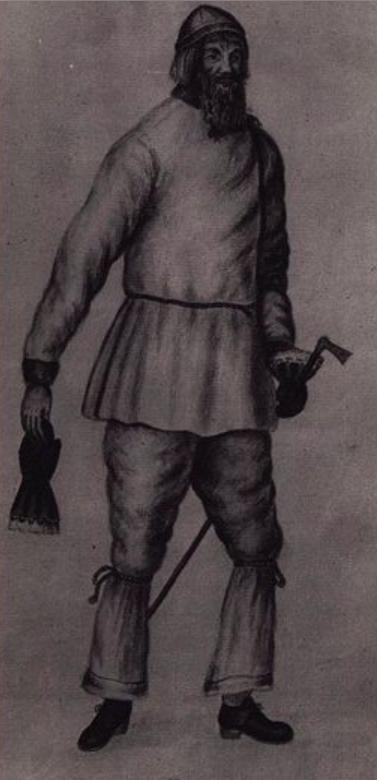
Svensk säljägare från Runö ca år 1930.

En motsvarighet till den Öländska dräkten från år 1703 användes ännu på 1850-talet av män på Runö. Russwurm skriver år 1855 att när Runömännen skulle skaffa sig nya plagg utgick de så troget som möjligt efter en dräkt på ett oljeporträtt upphängd i öns kyrka. Porträttet var målat av hertig Vilhelm af Kurland år 1615.
På Runö bar den manliga befolkningen ännu vid 1900-talets början en svensk dräkt av tidigt 1600-talssnitt med skörtjacka och vida kortbyxor. Denna dräkt hade dock ännu inte hunnit uttränga den äldre, medeltida varianten med kjortel och långbyxor, vilken av de äldre brukades som arbetsdräkt och en variant av vit vadmal även användes som säljaktsdräkt på isen.

## Bilder

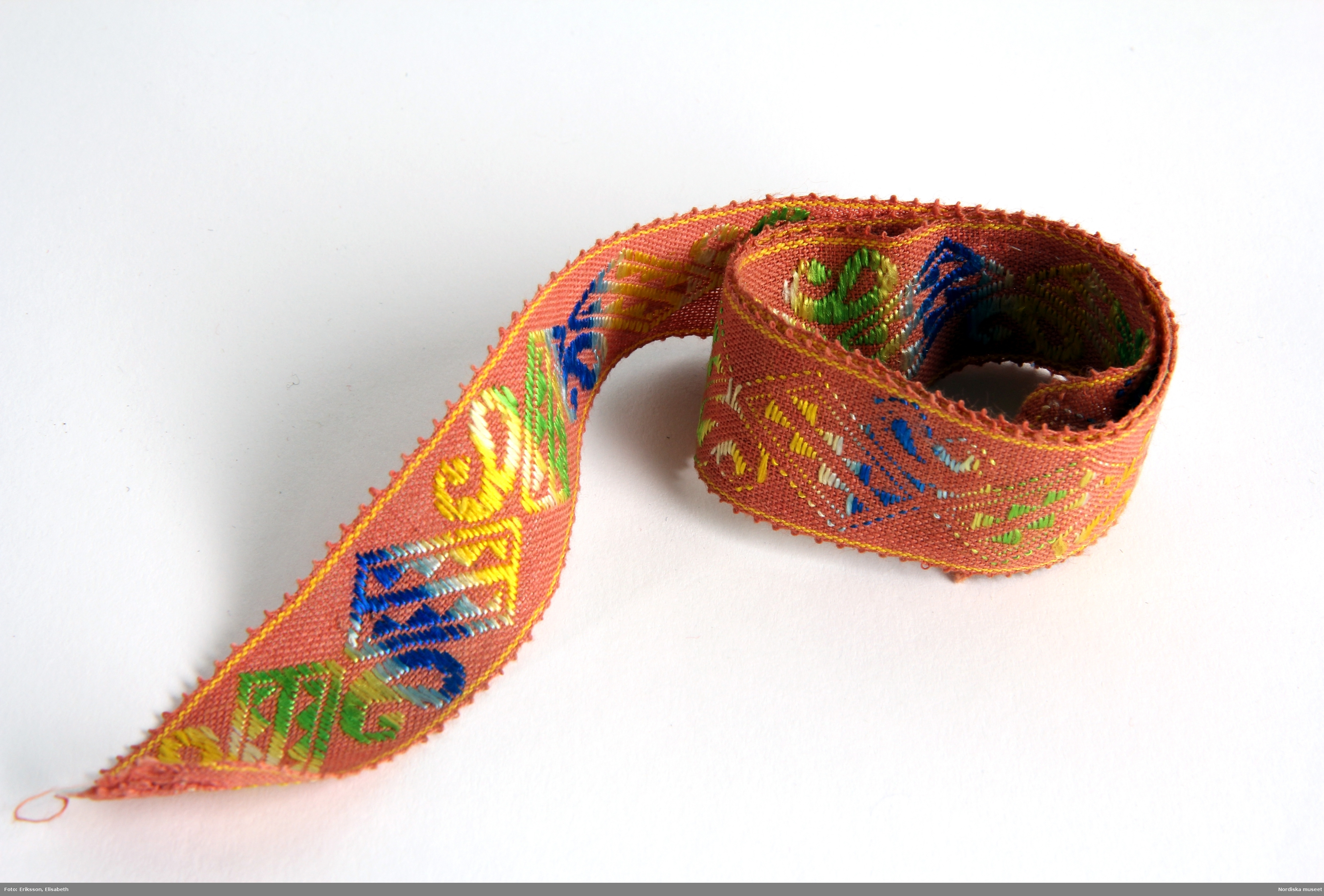
Mössband till dräkt från Runö